# طراحی ناپیوستگی رگرسیون
در آمار، اقتصادسنجی، علوم سیاسی، اپیدمیولوژی و رشته‌های مرتبط، طرح ناپیوستگی رگرسیون (RDD) یک طرح شبه تجربی پیش‌آزمون-پس‌آزمون است که هدف آن تعیین اثرات علی مداخلات با اختصاص یک برش یا آستانه‌ای بالاتر یا پایین‌تر از آن است که مداخله ای تعیین شده است. با مقایسه مشاهدات نزدیک در هر دو طرف آستانه، می‌توان اثر رفتار را در محیط‌هایی که تصادفی سازی در آنها غیرممکن است، تخمین زد. با این حال، استنتاج علّی واقعی تنها با این روش غیرممکن است، زیرا به‌طور خودکار تأثیرات علی را توسط هیچ متغیر مخدوش کننده بالقوه رد نمی‌کند.
برای اولین بار توسط Donald Thistlethwaite و Donald Campbell (1960) برای ارزیابی برنامه‌های بورسیه اعمال شد،RDD در سال‌های اخیر به‌طور فزاینده ای محبوب شده است. مقایسه مطالعات اخیر کارآزمایی‌های تصادفی‌سازی و کنترل‌شده (RCTs) و RDDs به‌طور تجربی اعتبار داخلی طرح را نشان داده‌اند.

## مثال‌ها
شهود پشت RDD با استفاده از ارزیابی بورس‌های تحصیلی مبتنی بر شایستگی به خوبی نشان داده شده است. مشکل اصلی تخمین اثر علی چنین مداخله ای همگن بودن عملکرد با انتساب رفتار است. از آنجایی که دانشجویان با عملکرد بالا بیشتر احتمال دارد که بورسیه شایستگی دریافت کنند و در همان زمان به عملکرد خوب خود ادامه دهند، مقایسه نتایج دریافت کنندگان جایزه و غیر دریافت کنندگان منجر به سوگیری رو به بالا در برآوردها می‌شود. حتی اگر بورس تحصیلی اصلاً نمرات را بهبود نمی‌بخشید، برندگان جایزه بهتر از غیر دریافت کنندگان عمل می‌کردند، صرفاً به این دلیل که بورس تحصیلی به دانش آموزانی داده می‌شد که قبلاً عملکرد خوبی داشتند.
علیرغم عدم وجود یک طرح تجربی، یک RDD می‌تواند از ویژگی‌های برون زا مداخله برای استخراج اثرات علی استفاده کند. اگر به همه دانش‌آموزان بالاتر از یک نمره معین - به عنوان مثال ۸۰٪ - بورس تحصیلی داده شود، می‌توان با مقایسه دانش‌آموزان در حدود ۸۰٪ برش، اثر رفتاری محلی را به دست آورد. شهودی که در اینجا وجود دارد این است که دانش آموزی که نمره ۷۹٪ را کسب می‌کند، احتمالاً بسیار شبیه دانش آموزی است که ۸۱٪ امتیاز می‌گیرد - با توجه به آستانه از پیش تعریف شده ۸۰٪. با این حال، یک دانش آموز بورسیه تحصیلی را دریافت می‌کند در حالی که دیگری نمی‌کند. مقایسه نتیجه دریافت‌کننده جایزه با نتیجه خلاف واقع غیر دریافت‌کننده اثر رفتار را ارائه می‌دهد.

## روش‌شناسی
دو روش رایج برای تخمین با استفاده از RDD ناپارامتریک و پارامتریک (به‌طور معمول رگرسیون چند جمله ای) هستند.
ناپارامتریک
مزیت اصلی استفاده از روش‌های ناپارامتریک در RDD این است که تخمین‌هایی را بر اساس داده‌های نزدیک‌تر به برش ارائه می‌دهند، که به‌طور شهودی جذاب است.
این باعث کاهش جانبداری می‌شود که می‌تواند ناشی از استفاده از داده‌های دورتر از برش برای تخمین ناپیوستگی در برش باشد. به‌طور رسمی‌تر، رگرسیون‌های خطی محلی ترجیح داده می‌شوند زیرا دارای ویژگی‌های سوگیری بهتری هستند و همگرایی بهتری دارند.